# Grb
Grb je v evropski tradiciji osebno, nespremenljivo in trajno znamenje. Je barvni slikovni znak, ki leži na ščitu. Predstavlja lahko določeno osebo (družino, rodbino), združenje, versko organizacijo ali lokacijo v smislu kraja, krajine, dežele, države. Grb je heraldična vizualna zasnova na poznogotskem ščitu, plašču ali tabardu (zadnja dva sta vrhnje oblačilo).
Grb je osrednji element heraldičnega kompleta, ki je v celoti sestavljen iz ščita, podpornikov, grba in gesla.
Veda, ki se ukvarja z grbi, se imenuje grboslovje oziroma heraldika. V Sloveniji se heraldiki združujejo v zvezo Heraldica Slovenica. 
Izvor grbov sega v srednji vek, ko so si vitezi maradi boljše prepoznavnosti pobarvali ščite. Grbi so nastali iz povsem praktičnih razlogov. Treba je bilo prepoznati bojevnike: zaveznike in sovražnike, katerih obraze so zakrivali šlemi. Prepoznavanje je bilo še zlasti pomembno na bojišču; pripadniki posamezne strani so se prepoznavali po značilnih barvah, v bojnem trušču je bilo to edino zanesljivo in hitro sredstvo za prepoznavanje. Kot se je izkazalo, so ta posebna znamenja preživela njihove iznajditelje. Zamenjal se je način bojevanja in viteških turnirjev ni bilo več, grbi pa so ostali, tesno povezani z vsakdanjim življenjem do današnjih dni. Izraz v angleščini coat of arms, ki v sodobnem času opisuje heraldično zasnovo, izvira iz opisa celotnega srednjeveškega verižnega oblačila, uporabljenega v boju ali pripravah nanj.
Grb je trajno barvno in simbolno znamenje na poznogotskem ščitu, oblikovano po heraldičnih pravilih (barve, lega na ščitu, oblike, znaki). Določen je za identifikacijo nosilca, ki je lahko fizična ali pravna oseba.